# Tăng Củng
Tăng Củng (chữ Hán: 曾鞏, 1019-1083), tự: Tử Cố (子固), hiệu: Nam Phong tiên sinh; là quan nhà Tống và là nhà văn đứng trong hàng tám nhà văn lớn  thời Đường-Tống trong lịch sử văn học Trung Quốc.

## Tiểu sử
Tăng Củng là người Nam Phong, Kiến Xương (nay là huyện Nam Xương, tỉnh Giang Tây, Trung Quốc).
Ông nội của Tăng Củng là Trí Nghiêu, thời Ngũ Đại Thập Quốc ở ẩn, không chịu ra làm quan, chỉ chuyên tâm nghiên cứu, sáng tác (có hơn trăm cuốn văn tập); đến thời Tống Thái Tông (ở ngôi: 976-997) mới ra làm Lại bộ Lang trung, Trực sử quán.
Cha của Tăng Củng là Tăng Mật, cũng là một danh sĩ, từng làm Ngọc Sơn lệnh (tương đương với chức huyện trưởng) huyện Ngọc Sơn thuộc Giang Nam. Trong một vụ án, ông bị người cùng quận là tướng Tiền Quyện vu cáo, bị bãi chức, sau mới được tha tội.
Thuở nhỏ, Tăng Củng là đứa trẻ thông minh, học giỏi. Năm 12 tuổi, ông đã nổi tiếng về tài văn, được lãnh tụ văn đàn lúc bấy giờ là Âu Dương Tu hết sức khen ngợi, cho rằng ông là thiên tài .
Năm Gia Hựu thứ hai (1057) đời Tống Nhân Tông (ở ngôi: 1022-1063), Tăng Củng cùng em là Tăng Bố và anh em Tô Thức, Tô Triệt đi thi Tiến sĩ và đều đỗ cao. Kỳ thi này do Âu Dương Tu làm Chánh chủ khảo.
Thi đỗ, Tăng Củng được bổ làm Tham quân tư pháp ở Châu Thái Bình (nay là phía đông huyện Đang Đồ, tỉnh An Huy). Sau đó, ông được chuyển đến kinh đô Khai Phong (nay thuộc tỉnh Hà Nam), chuyên làm công việc biên soạn và hiệu đính các thư tịch cho sử quán. Tiếp theo, đổi ông tới Việt Châu (nay thuộc huyện Thiệu Hưng, tỉnh Chiết Giang) làm Thông phán (tương đương chức Phó châu trưởng). Ở đây, ông xin bãi bỏ nhiều thứ thuế vô lý, và đề ra nhiều biện pháp để cứu đói cho dân .
Ít lâu sau, Tăng Củng được điều động đến làm Tri châu ở Tế Châu (nay là huyện Lịch Thành, tỉnh Sơn Đông). Lúc bấy giờ ở đây có nhiều kẻ cướp, nhờ ông vừa tiễu phĩ vừa chiêu dụ, mà nơi ấy sớm được yên.
Thấy ông làm được việc, triều đình đổi ông làm quan ở Tương Châu (nay là huyện Tương Dương, tỉnh Hồ Nam), rồi Hồng Châu (nay là huyện Nam Xương, tỉnh Giang Tây). Tại đây, nhờ ông đôn đốc việc dập dịch (ôn dịch) nên cứu sống được nhiều người, được người đời khen tặng là "vạn gia sinh Phật" 
Về sau, Tăng Củng còn được điều đi làm Tri châu ở Phúc Châu (nay là huyện Mân Hầu, tỉnh Phúc Kiến), Hào Châu (nay là huyện Hào, tỉnh An Huy), Thường Châu (nay là huyện Thương, tỉnh Hà Bắc), và Minh Châu (nay thuộc Phụng Bắc, tỉnh Triết Giang).
Vào thời Tống Thần Tông (ở ngôi: 1067-1085), Tăng Củng được triệu về triều làm Phán Tam Ban viện. Bị Tể tướng là Lã Công Trứ ghen ghét, nên ông chỉ được đổi làm Sử quán tu soạn (làm công việc biên soạn và sửa chữa các sách trong sử quán), dù nhà vua rất muốn trọng dụng ông .
Cuối đời, Tăng Củng còn được cử đi cai quản xứ Vương Điệp Tấu ở quận Diên An, nhưng chỉ mấy tháng sau thì ông phải về để cư tang cho mẹ; rồi ông cũng lâm bệnh mất mấy tháng sau đó (1083), thọ 64 tuổi.
Tác phẩm của ông để lại có Nguyên Phong loại cảo, gồm 15 quyển.

## Sự nghiệp văn chương

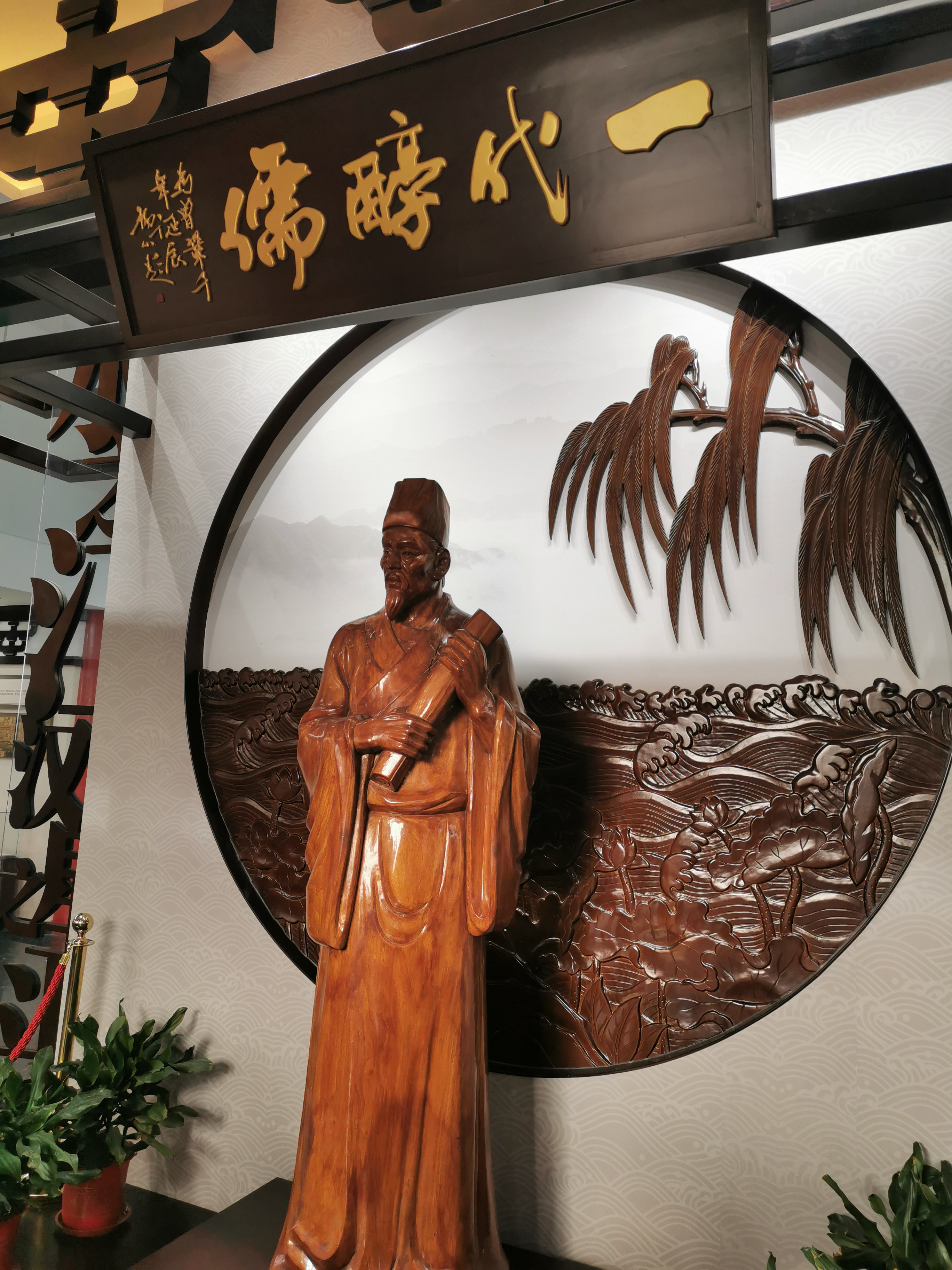
Tượng Tăng Củng trong đền thờ Nam Phong bên hồ Đại Minh, Tế Nam, Sơn Đông

Theo học giả Nguyễn Hiến Lê, thì văn Tăng Củng "rõ ràng, cảm động". Đáng kể có các bài: "Ký Âu Dương xá nhân thư" (Thư gửi Âu Dương công, tức Âu Dương Tu), "Tặng Lê, An nhị sinh tự" (Bài tự tặng hai anh em Lê, An), "Mặc Trì ký" (Bài ký Đầm Mực),...
Về thơ, thơ ông còn lại rất ít, nổi tiếng có bài "Ngu mỹ nhân thảo" (Cỏ Ngu mỹ nhân).
Theo sách Đường-Tống bát đại gia, thì văn chương của Tăng Cũng có mấy đặc điểm sau: 1/ Giỏi lý thuyết. 2/ Chữ nghĩa cô động, chắc chắn. 3/ Bố cục chặt chẽ. 4/ Giọng văn hào hùng, trang trọng. 5/ Ngắn gọn, trong sáng mà hàm súc.
Vì vậy, cổ văn của ông có ảnh hưởng rất lớn tới phái Đồng Thành đời nhà Thanh, nên có người gọi ông là "bậc thầy về cổ văn của phái Đồng Thành" .

## Thông tin liên quan
Thời bấy giờ, lãnh tụ văn đàn là Âu Dương Tu. Ông này, một mặt, đã phản đối văn phong không lành mạnh từ sau thời Vãn Đường; mặt khác đã đề xướng việc kế thừa truyền thống đạo học và truyền thống văn học của Hàn Dũ ở đời Đường. Nhờ vậy, mà xuất hiện một loạt nhà văn như Vương An Thạch, Tô Tuân, Tô Thức, Tô Triệt,...và Tăng Củng. Họ chính là các bậc đại gia đời Tống. Bởi vậy, xét về mặt văn học sử, thời kỳ Bắc Tống là một thời kỳ phồn vinh của văn xuôi, có ảnh hưởng lớn đến đời sau .
Ông là người không chuộng hư danh, đã làm thì làm đến nơi chốn, và là người sống có tình có nghĩa. Thời trai trẻ, ông đã từng kết bạn với Vương An Thạch, nhưng sau do bất đồng chính kiến nên hai người không còn thân nhau nữa.
Ông có người em là Tăng Bố, cùng đỗ Tiến sĩ một khoa với ông, sau làm tới chức Thừa tướng nhà Bắc Tống.

## Giới thiệu Ngu mỹ nhân thảo
| Phiên âm Hán-Việt: Ngu mỹ nhân thảo Hồng Môn ngọc đẩu phân như tuyết, Thập vạn hàng binh tận lưu huyết. Hàm Dương cung điện tam nguyệt hồng, Bá nghiệp dĩ tùy yên tẫn diệt. Cương cường tất tử nhân nghĩa vương, Âm lăng thất đạo phi thiên vong. Anh hùng bản học vạn nhân địch, Hà dụng tiết tiết bi hồng trang. Tam quân tán tận tinh kỳ đảo, Ngọc trướng giai nhân toạ trung lão. Hương hồn dạ trục kiếm quang phi, Thanh huyết hoá vi nguyên thượng thảo. Phương tâm tịch mịch ký hàn chi, Cựu khúc văn lai tự liễm mi. Ai oán bồi hồi sầu bất ngữ, Cáp như sơ thính Sở ca thì. Thao thao thệ thủy lưu kim cổ, Sở Hán hưng vong lưỡng khâu thổ. Đương niên di sự cửu thành không, Khảng khái tôn tiền vị thùy vũ! | Dịch nghĩa Cỏ Ngu mỹ nhân "'Chén ngọc ở Hồng Môn vỡ tan như tuyết, Mười vạn hàng binh thảy đều đổ máu. Cung Hàm Dương lửa đỏ rực ba tháng trời, Nghiệp bá đã tan theo tro khói. Hung cường thì chết, nhân nghĩa thì dựng được nghiệp vương, Âm lăng lạc lối không phải là trời làm mất. Anh hùng vốn học cái địch được muôn người, Cần gì phải nhỏ nhặt thương bọn quần hồng! Ba quân tan nát, ngọn cờ đổ rạp, Người đẹp ngồi trong trướng ngọc mà già đi. Hồn thơm bay theo ánh gươm lấp lánh ban đêm, Máu xanh hóa thành đám cỏ trên nấm mồ. Tấm lòng trong sáng lặng lẽ gửi lại trên cành giá lạnh, Khúc hát cũ vẳng nghe như chau mày. Ai oán, bồi hồi, buồn rầu không nói, Dường như khi mới nghe tiếng hát nước Sở. Dòng nước cuồn cuộn trôi hết chuyện xưa nay Hán, Sở - bên hưng thịnh, bên diệt vong, bây giờ cũng chỉ là hai nấm đất. Việc năm xưa truyền lại lâu ngày nào có còn gì nữa, Bùi ngùi thay! Trước chén rượu vì ai mà múa. |

## Sách tham khảo
- Hà Minh Phượng-Trần Kiết Hùng, Đường–Tống bát đại gia. Nhà xuất bản Đồng Nai, 1996.
- Sở nghiên cứu văn học thuộc Viện Khoa học xã hội Trung Quốc biên soạn, Lịch sử văn học Trung Quốc (Tập II), Bản dịch do Nhà xuất bản Giáo dục Việt Nam ấn hành năm 1993.
- Nguyễn Hiến Lê, Đại cương văn học sử Trung Quốc. Nhà xuất bản Trẻ, 1997.
- Nhiều người dịch (Trương Chính giới thiệu, Nam Trân duyệt thơ), Thơ Tống. Nhà xuất bản Văn hóa, 1991.
- Chu Thiệu Hầu (2003), Tổng tập lược truyện các Tể tướng trong lịch sử Trung Quốc, tập 2, Nhà xuất bản Văn hóa thông tin